# Relentless (Jo O'Meara)
Relentless è l'album di debutto da solista della cantante britannica Jo O'Meara, ex componente della band S Club 7, scioltasi nel 2003.
Le canzoni dell'album sono tutte scritte dalla stessa Jo O'Meara eccetto le cover What Hurts the Most e It's Your Love. What Hurts the Most fu anche l'unico singolo estratto dall'album.
L'album fu pubblicato il 3 ottobre del 2005 e ottenne un successo abbastanza deludente. Infatti arrivò solo alla #47 nel Regno Unito e alla #159 in Irlanda vendendo complessivamente 30 000 copie. A causa di questo cattivo rendimento l'album non fu pubblicato in altri paesi europei.

## Tracce
1. Relentless – 3:52
2. What Hurts the Most – 3:29
3. Wish I Was Over You – 3:11
4. To Ease Your Pain – 3:52
5. You Didn't Know – 4:46
6. Never Felt Like This – 3:41
7. Let's Love – 3:51
8. Baby I'm A Fool – 3:27
9. I Believe In You – 3:41
10. Never Meant to Break Your Heart – 4:29
11. It's Your Love – 3:43
12. It Felt Like Love – 3:37
13. That's Where I'll Belong – 3:29
14. Rainbow's End – 3:45